# Pankisidalen
Pankisidalen (georgiska: პანკისის ხეობა, Pankisis cheoba) är en floddal i Georgien. Den ligger i den östra delen av landet, i regionen Kachetien, och genomflyts av floden Alazani.